# Эшреф, Мехмет
Мехмет Эшреф (тур. Şair Eşref; 1846, Геленбе, вилайет Маниса, Османская империя — 22 мая 1912, Кыркагач, вилайет Маниса) — турецкий поэт. 
В 1878–1900 и после 1908 года служил на государственной службе, был начальником уезда. 
Так как он не очень хорошо умел держать язык за зубами, то служил в двенадцати разных местах за двенадцать лет, его переводили с места на место.
Известен своими сатирическими стихами. За критику деспотических порядков, сатиру на «коррупцию и взяточничество» в 1900 на год был посажен на год в тюрьму, в 1903 году бежал в Египет, где и опубликовал все свои антимонархические и антиклерикальные произведения: «Злой дух» (т. 1—2, 1904—07), «Шах и падишах», «Пожар в Иране» (оба — 1908) и др.